# Michel Vieuchange
 (février 2023).
Michel Vieuchange, né à Nevers le 26 août 1904 et mort à Agadir le 29 novembre 1930, est un aventurier français. Il est le premier Européen à visiter les ruines de la cité interdite de Smara, dans l’Ouest saharien.

## Biographie
Licencié des Lettres et fasciné par la Grèce antique, Vieuchange écrit un premier roman (jamais publié) sous le titre Hipparète. Il travaille en tant qu'assistant sur le tournage de Napoléon d'Abel Gance.
Le 10 septembre 1930, Michel Vieuchange, déguisé en femme berbère, accompagné de guides, part en expédition dans une région largement inexplorée d’Afrique du Nord. Il n’est pas certain de l’endroit où se trouve Smara et ne parle ni arabe ni berbère, les langues utilisées par les quelques nomades de la région. Après bien des difficultés et plus de 1 400 km parcourus, il atteint son but puis retourne à la civilisation le 16 novembre dans la ville de Tiznit, à environ 550 km de Smara. Atteint d'une dysenterie au cours de son périple, il est évacué sur l'hôpital militaire d'Agadir où il meurt quelques jours plus tard, à l'âge de 26 ans.
Son raid sur Smara, dans lequel il a tout investi, jusqu'à se faire enlever une dent en or pour mieux pouvoir se déguiser en femme, provient de son désir d'être « un homme d'action ». Il était très influencé par des écrivains tels qu'Antoine de Saint-Exupéry, André Gide et Paul Claudel.
De son aventure, restent ses carnets de route publiés par son frère Jean Vieuchange en 1932 sous le titre Smara, chez les dissidents du Sud marocain et du Rio de Oro, avec une préface de Paul Claudel.

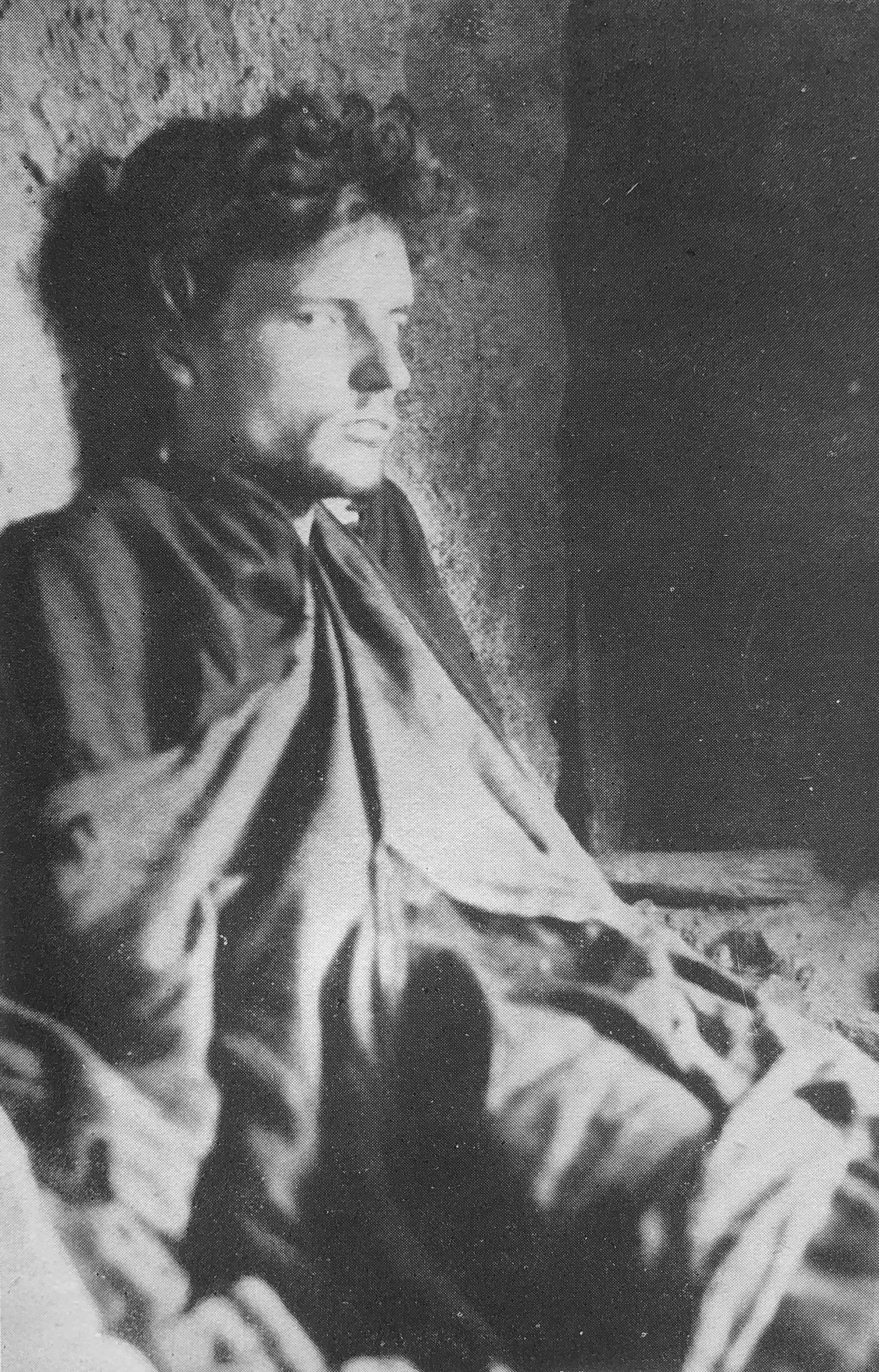
Vieuchange lors d'une étape du voyage aller

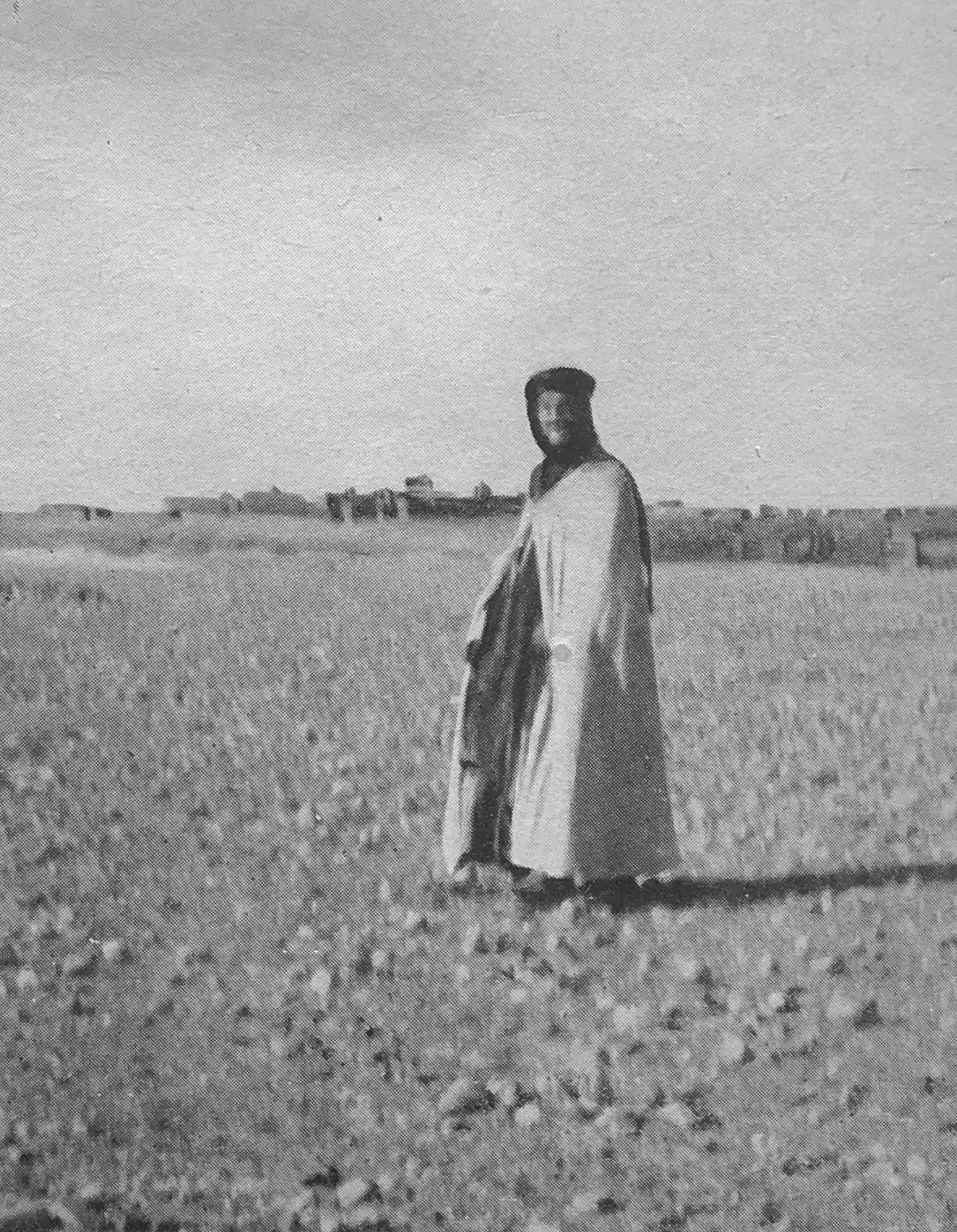
Vieuchange devant Smara le 1/11/1930

## Filmographie
- Sur les traces de Vieuchange de Hassan Boufous, produit par Faouzi vision et la SNRT, diffusé en 20 épisodes dans la série documentaire marocaine Amouddou à sa troisième saison. production 2004, 26 min chaque épisode
- À la recherche de Michel Vieuchange de Jacques Tréfouël, scénario d'Antoine de Meaux (Les films du Lieu-dit, 2008), DVD noir et blanc, 53 min.